# Salsa Périgueux

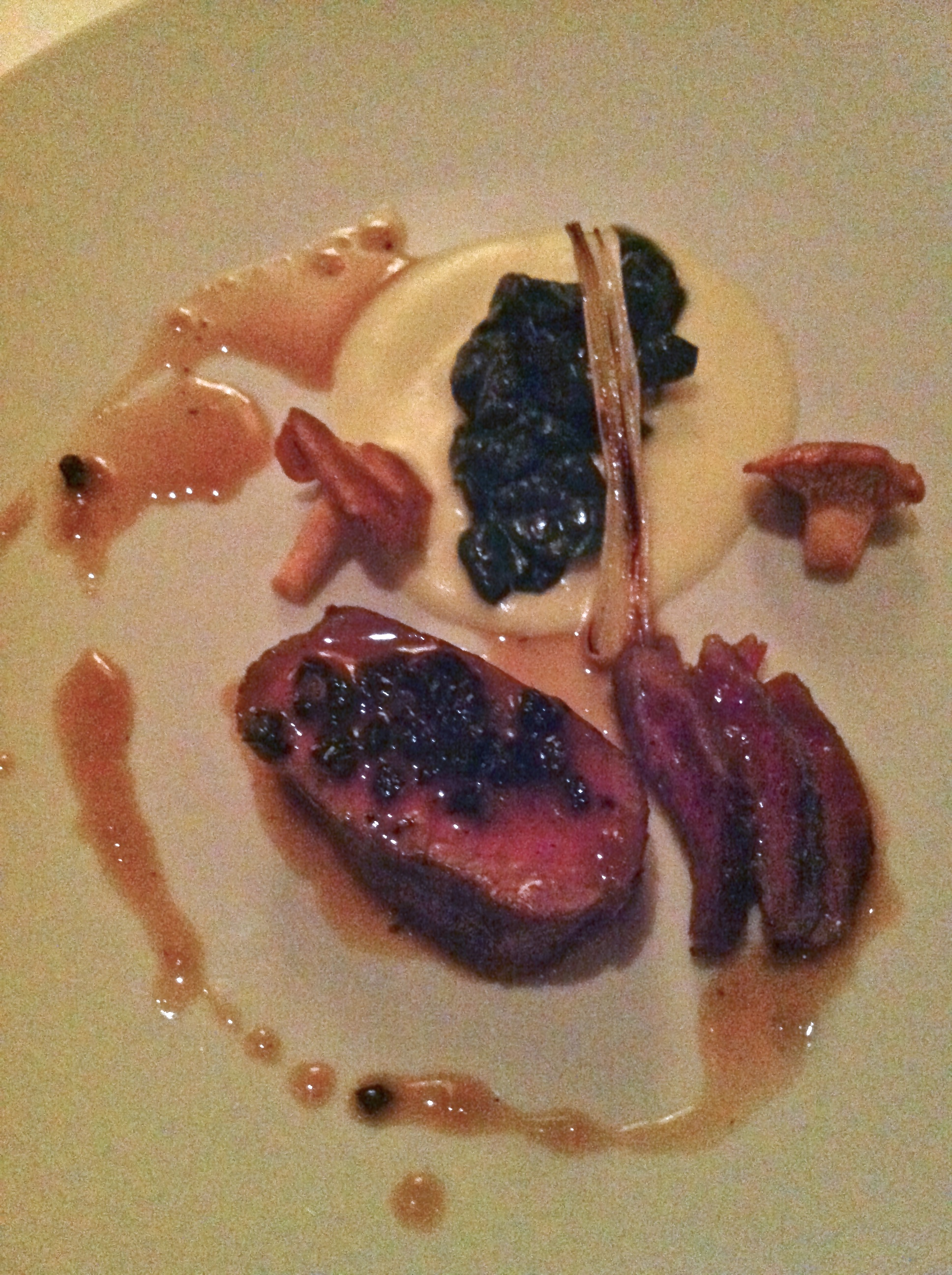
Trozo de carne, cebolla y puré de papa ahumado en salsa Périgueux.

La salsa Périgueux es una reducción de vino blanco con un roux claro que contiene dados de trufas.

## Historia de la receta
Originalmente, esta salsa era una reducción de vino blanco con mantequilla y pequeños trozos de trufa. Esta receta ha variado mucho, para disgusto de los chefs tradicionalistas, para quienes estas modificaciones pueden resultar en una salsa que puede ser excelente o pésima. Algunos agregan cebollas, echalotes y foie gras, renombrándola “salsa de Périgourdine”. La salsa es desnaturalizada por completo cuando se agrega pechuga ahumada o jamón cortado en cubos, y peor aun cuando son cáscaras de trufa o jugo de trufa industrial.

## Origen
Aun cuando se desconozca la fecha de su creación o el nombre de su creador, se sabe que esta salsa, que se ha convertido en un clásico de la gastronomía francesa cuando se prepara adecuadamente, tiene su origen en Périgueux, capital del Périgord. La presencia de la trufa le da un tono marrón.

## Preparación
Frédéric Zégierman, periodista gastronómico, aconseja hacer echalotes marrones, luego verter una copa de vino blanco o Madeira. El roux se hace con una cucharada de harina humedecida con caldo. Luego se mezcla con la salsa de vino blanco. Cuando todo se ha suavizado, se le agrega una trufa picada..

## Utilización
Esta salsa es adecuada para bañar escalopes de foie gras frito o codorniz asada, así como pechuga de pato a la parrilla o un tournedos. Va bien con carnes blancas y rojas (asados, filetes y chuletas). También es deliciosa con omeletes, huevos escalfados o revueltos, un vol-au-vent o una tarta.

Algunos platillos acompañados de salsa Périgueux
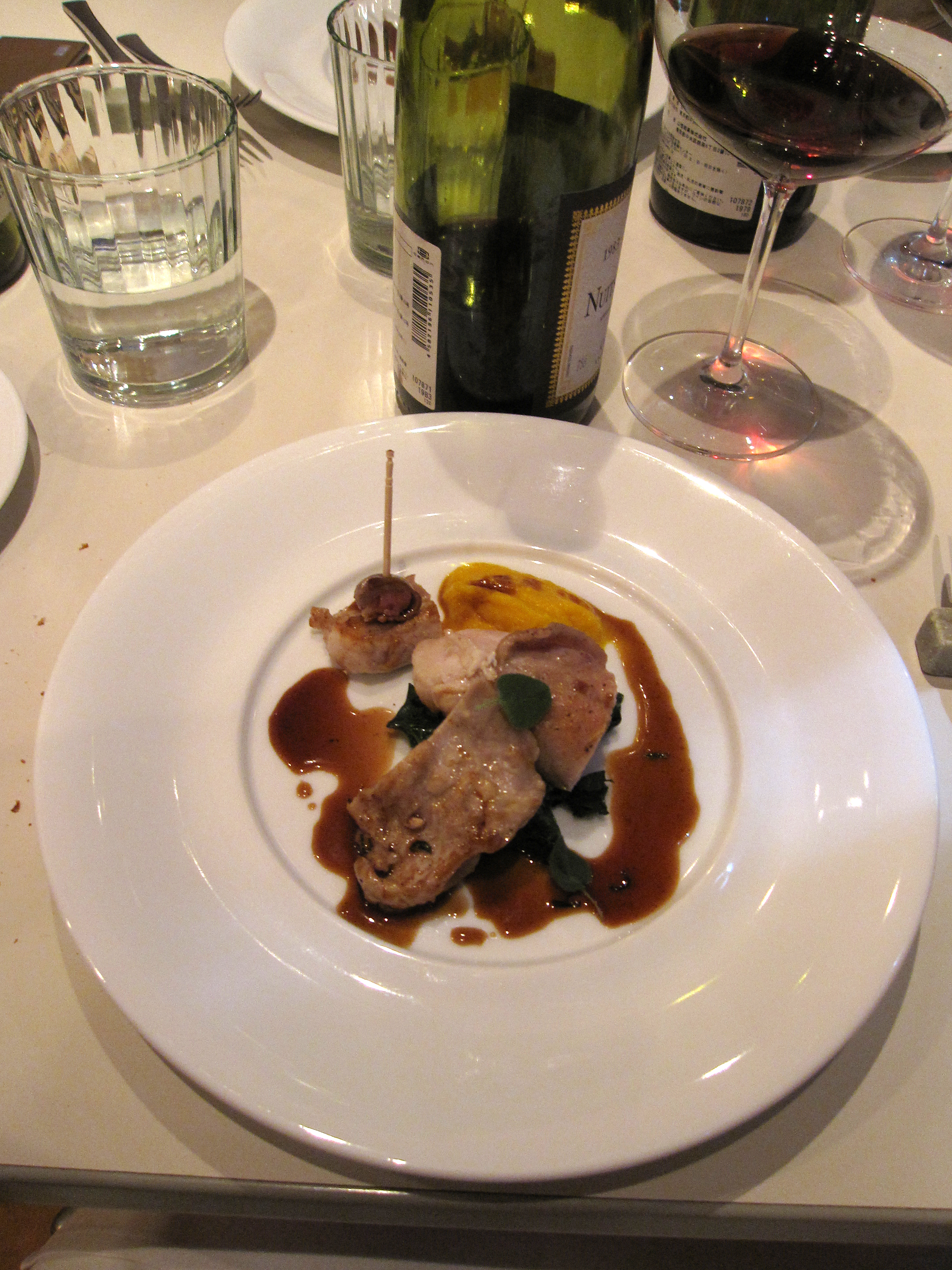
Mollejas y cordero trufado.
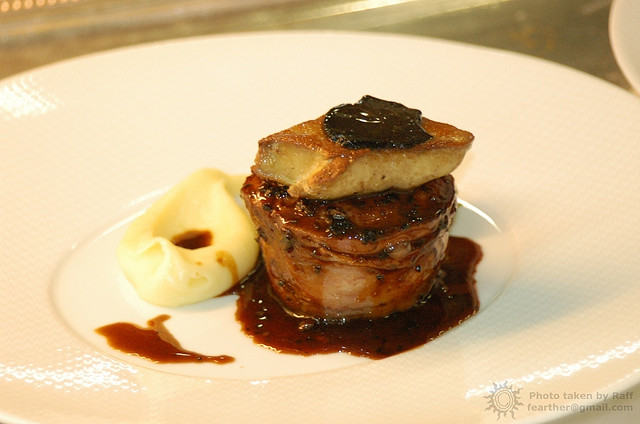
Riñón, foie gras y trufa negra.
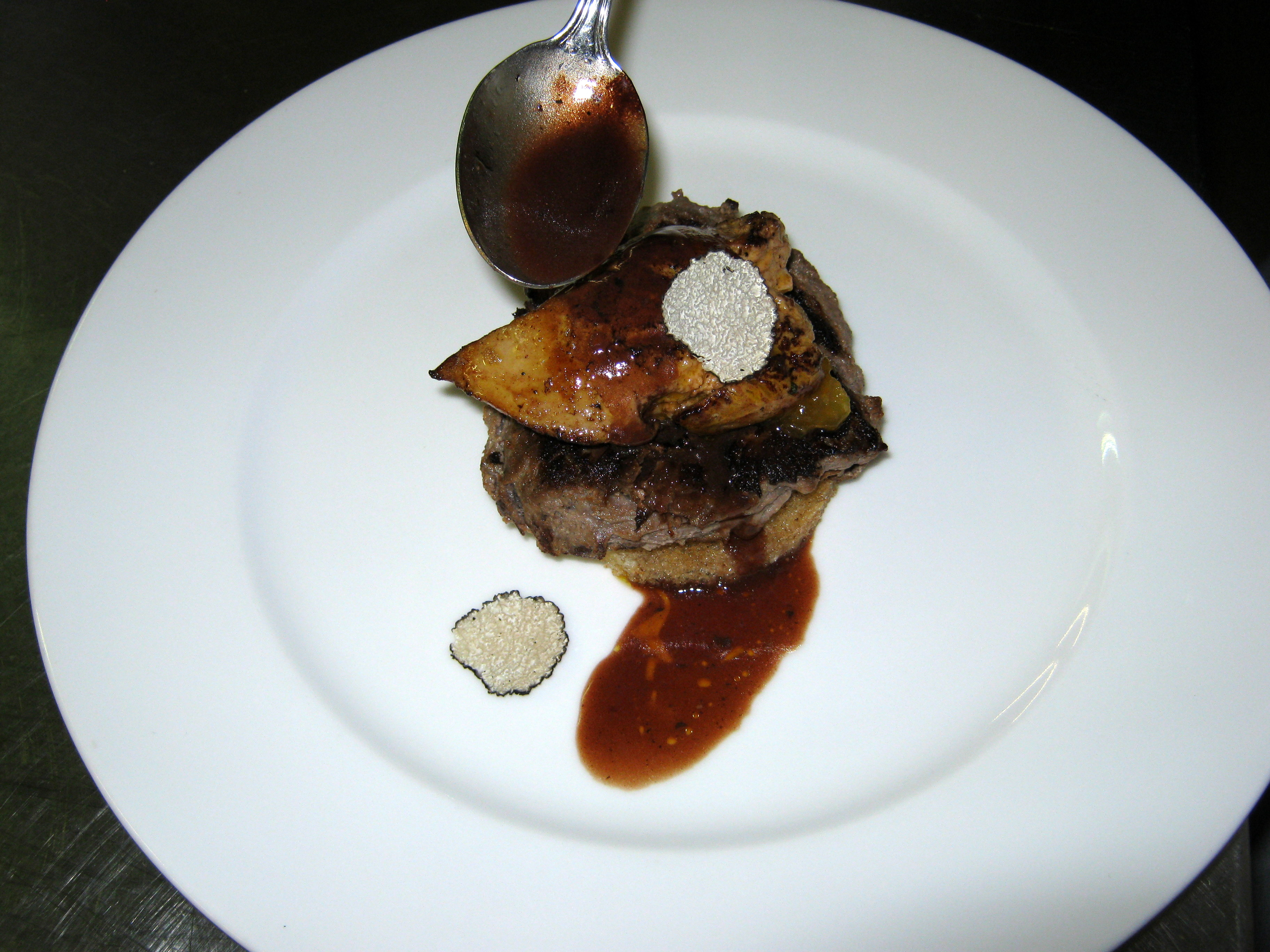
Turnedó Rossini.
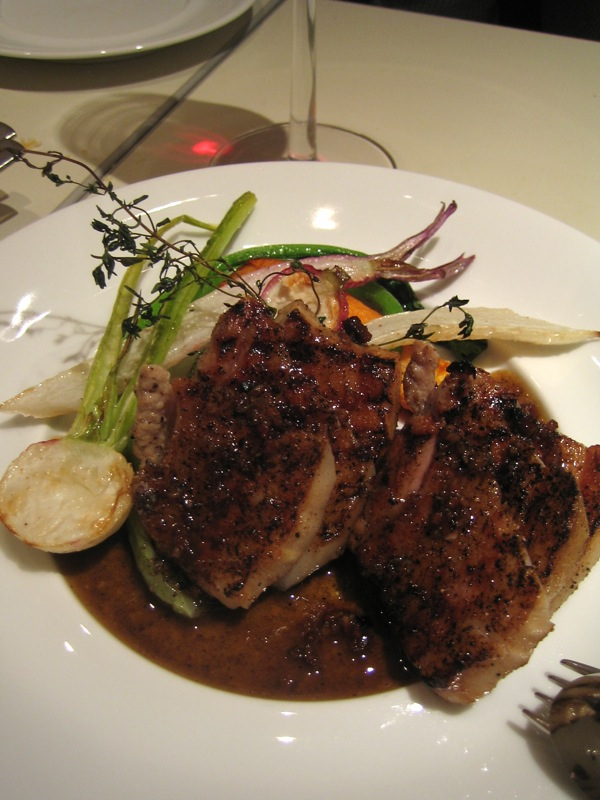
Trufas, costillas de cerdo y tocino a la parrilla.

En ocasiones ha dado su nombre a una serie de recetas, que incluyen filete mignon con salsa Périgueux, lomo de res en costra con salsa Périgueux, tournedos Rossini con salsa Périgueux y jamón ahumado con salsa Périgueux.